# Shikohabad
Shikohabad är en stad i delstaten Uttar Pradesh i Indien, och tillhör distriktet Firozabad. Folkmängden uppgick till 107 404 invånare vid folkräkningen 2011.